# تفتت بالتبلل
التفتت بالتبلل (بالإنجليزية: Slaking)‏، هي العملية التي تتفكك فيها المواد الأرضية وتنتهار عندما تتعرض للرطوبة. ويمكن تطبيق هذا المصطلح على التشكيلات الجيولوجية الطبيعية، والأراضي المعدلة من قبل أو للاستخدام البشري، أو على استخدام المواد الأرضية في الصناعة. ويكون تفتت كتلة طينية مجففة عندما تتشبع بالماء، إما بسبب ضغط الهواء المحاصر في باطنها من طرف المياه الشعرية أو انتفاخ تدريجي داخلي والنزوع إلى التمدد نحو الطبقات الخارجية.